# La Granja (carrer Banys Nous, Barcelona)
La Granja és un establiment situat al carrer dels Banys Nous, 4 de Barcelona, catalogat com a establiment d'interès (categoria E2).

## Descripció
Disposa d'una estructura de caràcter modernista que emmarca l'obertura, amb uns brancals muntants damunt un sòcol de marbre rosat, amb motius florals al capdamunt on es desenvolupa un calaix com a llinda, dins del qual s'inscriu el nom de l'establiment. La porta està flanquejada per dos plafons amb la zona de sòcol amb motius florals, damunt del qual trobem els aparadors. A la porta hi ha també un tirador de llautó de disseny modernista.
Pel que fa a l'interior, destaca un arrambador de rajoles vidrades de color blanc amb una sanefa a la part superior de rajoles amb motius florals i rematades amb una mitja canya de color. El sostre és l'original de bigues de fusta i revoltons. Conserva també dos mobles de neveres de gel.

## Història
Aquest establiment es va inaugurar el 1872, tot i que l'aparador es va fer en un moment posterior. Al seu interior conserva una part de la muralla romana, formada per grans carreus de pedra, que es va descobrir en una remodelació de l'espai interior l'any 1977.